# پاتریس گاراند
پاتریس گاراند (فرانسوی: Patrice Garande‎؛ زادهٔ ۲۷ نوامبر ۱۹۶۰) یک بازیکن سابق و مربی فوتبال اهل پرتغال است.
از باشگاه‌هایی که در آن بازی کرده‌است می‌توان به مون‌پلیه، اوسر، باشگاه فوتبال لو آور، باشگاه فوتبال سن-اتین، سوشو، لن، و نانت اشاره کرد.
وی همچنین در تیم ملی فوتبال فرانسه بازی کرده‌است.